# Camponotus subtruncatus
Camponotus subtruncatus är en myrart som beskrevs av Borgmeier 1929. Camponotus subtruncatus ingår i släktet hästmyror, och familjen myror. Inga underarter finns listade.